# DB V 65 sorozat
A DB V 65 egy német dízelmozdony-sorozat volt. 1956-ban gyártotta a Maschinenbau Kiel (MaK), 1980-ban selejtezték.

## Filmes megjelenése
Az 1962-es Die Tür mit den sieben Schlössern (Az ajtó hét zárral) című német film első jeleneteiben jól látható egy DB V 65-ös az állomáson. Ebből kiderül, hogy a jeleneteket egy német állomáson vették fel, nem pedig – ahogy a film különféle angol táblák segítségével próbálja sugallni – egy londoni állomáson.